# Scopula mecysma
Scopula mecysma är en fjärilsart som beskrevs av Swinhoe 1894. Scopula mecysma ingår i släktet Scopula och familjen mätare. Inga underarter finns listade.